# Onthophagus gravearmatus
Onthophagus gravearmatus là một loài bọ cánh cứng trong họ Bọ hung (Scarabaeidae).